# كوتشك نظر خواني (كتول)
کوتشك نظر خواني (بالفارسية: کوچک‌نظرخانی) هي قرية تقع في إيران في قسم کتول الریفي. يقدر عدد سكانها بـ 1,601 نسمة .